# Рефии Джеват Улунай
Рефии Джеват Улунай (тур. Refi Cevat Ulunay; 1890, Дамаск, Османская Империя — 4 ноября 1968, Турция) — сирийско-турецкий писатель, скандальный журналист и романист эпохи упадка Османской империи.

## Биография
Родился в Дамаске в 1890 году. После провозглашения конституционной монархии в 1909 году начал издавать газету «Алемдар», в том же году окончил Галатасарайскую среднюю школу. Из-за растущей оппозиции партии «Единение и прогресс» после убийства Махмуда Шевкет-паши жил в изгнании в Синопе, Чоруме и Конье с 1914 по 1918 год.
Писал статьи в поддержку Общества друзей Англии в газете «Алемдар», которую снова начал издавать после Первой мировой войны, выступал за сближение с Англией и в то же время выступал против Войны за независимость.
С провозглашением Республики был включен в список «Ста пятидесяти» и в 1924 году выслан за границу. Вернувшись в Турцию в 1938 году после помилования «Сто пятидесятых», писал статьи в газетах «Йени Сабах» и «Миллиет» . 
Скончался 4 ноября 1968 года и по завещанию был похоронен на кладбище Ючлер, напротив гробницы Мевлана в Конье.

## Труды

### Романы
- Раб (1945)
- Король гор: Эдем Лысый (1955)
- Старые стамбульские проститутки/Хозяин мраморного особняка (1959)
- Другой мир (1964)

### Рецензии
- Риза Тевфик: Стихи и письма (1943)

### Мемуары
- Среди обломков (1945)
- Старые стамбульские хулиганы/Пронумерованные штормы (1958)
- Говорящие ручки (1968)

### Путевые заметки
- Индия — страна великолепия (1962)

### Статьи
- Статьи Рефи Джевада Улуная о периоде национальной борьбы (ред. Метин Айышыгы, 1994)
- «Мевлана», интерпретации и сочинения Коньи Рефи Джевада Улуная (ред. Мустафа Озджан, 2003)